# Lekárovce
Lekárovce é um município da Eslováquia, situado no distrito de Sobrance, na região de Košice. Tem 12,27 km² de área e sua população em 2018 foi estimada em 894 habitantes.

## Demografia
| Ano:        | 1994 | 2004   | 2014   | 2024    |
| ----------- | ---- | ------ | ------ | ------- |
| Broj ljudi: | 1119 | 1035   | 940    | 835     |
| Razlika:    |      | -7,50% | -9,17% | -11,17% |

| Ano:               | 2023 | 2024   |
| ------------------ | ---- | ------ |
| Número de pessoas: | 834  | 835    |
| Diferença:         |      | +0,11% |